# Макдональд, Жак
Этье́н-Жак-Жозе́ф-Алекса́ндр Макдона́льд (фр. Étienne-Jacques-Joseph-Alexandre Macdonald; 17 ноября 1765 — 25 сентября 1840) — герцог Тарентский, маршал Империи и пэр Франции.

## Биография
Происходил из шотландской фамилии якобитов, переселившейся во Францию после Славной революции.
Отличился в сражении при Жемаппе (6 ноября 1792); в 1798 году командовал французскими войсками в Риме и Папской области; в 1799 году, проиграв сражение на реке Треббии (см. Итальянский поход Суворова), был отозван в Париж.
В 1800 и 1801 годах Макдональд начальствовал в Швейцарии и Граубюндене, откуда вытеснил австрийцев.
В течение нескольких лет он находился в опале у Наполеона вследствие усердия, с которым защищал своего бывшего соратника, генерала Моро. Только в 1809 году он был вновь призван на службу в Италию, где командовал корпусом. За сражение при Ваграме пожалован маршалом.
Отличился в кампаниях 1810-1811 (в Испании), 1812, 1813-1814 годов.
Во время вторжения Наполеона в Россию командовал X прусско-французским корпусом, который прикрывал левый фланг Великой армии. Заняв Курляндию, Макдональд всю кампанию простоял под Ригой и присоединился к остаткам наполеоновской армии во время её отступления.

На нижнем течении Двины Макдональд с 30 000 наблюдает за Рижским гарнизоном, насчитывающим 10 000 человек. Правда, в сентябре подходят из Финляндии ещё 12 000 человек под командой Штейнгейля, однако они недолго остаются в Риге и переходят к П. Х. Витгенштейну.— Карл фон Клаузевиц. 1812 год. Общий обзор событий похода в Россию.
В 1813 году на реке Кацбах был разбит Силезской армией Блюхера.
После отречения Наполеона он был назначен пэром Франции; во время Ста дней удалился в свои поместья, чтобы не нарушать присягу и не противодействовать Наполеону.
После второго занятия Парижа союзными войсками на Макдональда возложено было тяжкое поручение — распустить отступившую за Луару наполеоновскую армию.

### Награды
- Орден Почётного легиона, великий офицер (14.06.1804)
- Орден Почётного легиона, большой орёл (2.02.1805)
- Орден Святого Духа, командор (1820)
- Орден Святого Людовика, большой крест (1820)

## Образ в кино
- «Наполеон: путь к вершине» (Франция, Италия, 1955) — актёр Жак Бертранд[фр.]